# Emperor (film, 2018)
Pour plus de détails, voir Fiche technique et Distribution.
Emperor est un film historique belge, réalisé par Lee Tamahori et inachevé.
Bien que le tournage ait eu lieu en 2014, des problèmes financiers et juridiques gèlent la post-production du film pendant deux ans, avant que des accusations de fraude fiscale portées contre le producteur du film en 2017 ne mettent fin à tout développement supplémentaire.

## Synopsis
Au XVIe siècle, une jeune femme demande à l'empereur Charles Quint de l'aider dans sa vengeance.

## Fiche technique
- Titre original : Emperor
- Titre français : Emperor
- Titre québécois :
- Réalisation : Lee Tamahori
- Scénario : Michael Thomas (en)
- Direction artistique : Thierry Flamand
- Décors : Martin Vackár
- Costumes : Francesca Sartori
- Photographie : Sam McCurdy
- Montage : Anne-Sophie Bion
- Musique : Abel Korzeniowski
- Production : Paul Breuls, Michael John Fedun et Catherine Vandeleene
- Sociétés de production : Corsan[1] et Film United
- Sociétés de distribution : Hulu
- Budget :
- Pays d’origine :  Belgique,  Pays-Bas,  République tchèque
- Langue : Anglais
- Format : Couleurs - 35 mm - 2,35:1 - Son Dolby numérique
- Genre : Film historique
- Durée :
- Date de sortie : n/a Date sujette à modification

## Distribution
- Adrien Brody : l'empereur Charles Quint[2]
- Rutger Hauer : Jean Ier de Saxe
- Paz Vega : Mary
- Bill Skarsgård : le roi Philippe II
- Götz Otto : Moritz
- Eddie Marsan : Martin Luther
- Thomas Kretschmann : Jacob Fugger
- Oliver Platt : le pape Clément VII
- Sophie Cookson : Johanna
- Grégory Fitoussi : le roi François Ier
- Michael Pas : Gattinara
- Cedric Tylleman : The Printer's Coordinator

## Production
Le film est annoncé au Festival de Cannes 2014, et entame son tournage à partir du mois de septembre à Prague et à Gand. Des problèmes financiers gèlent la post-production du film pendant deux ans, avant que des accusations de fraude fiscale portées contre le producteur du film en 2017 ne mettent fin à tout travail supplémentaire. Le film apparaît alors être bloqué dans un « enfer juridique », certains des membres de l'équipe comme le réalisateur Lee Tamahori et l'acteur principal Adrien Brody n'ayant même pas perçu l'entièreté de leur salaire.